# Portal Eldorado
El Portal Eldorado - Centro Comercial Nuestro Bogotá es una de las estaciones terminales del sistema masivo de transportes de Bogotá,  Transmilenio, inaugurado en el año 2000, Queda ubicado en las localidades de Engativá y Fontibón.

## Ubicación
El Portal Eldorado - Centro Comercial Nuestro Bogotá está ubicado en el occidente de la ciudad, sobre la Avenida El Dorado entre la Avenida Cali y la transversal 93. Tiene accesos por puentes peatonales ubicados sobre estas dos vías.
Atiende directamente a los barrios Santa Cecilia, Los Álamos y sus alrededores. En sus cercanías están el Aeropuerto Internacional Eldorado, la sede principal de Carvajal S.A., el almacén Hipercentro Corona Dorado y el centro empresarial Connecta, sede de varias multinacionales y de oficinas de visados para las embajadas de Australia y Estados Unidos.

## Origen del nombre
El Portal recibe su nombre al ser la estación de cabecera de la línea Calle 26, y al estar ubicado sobre el eje vial del mismo nombre. La Avenida Eldorado fue bautizada de esta forma ya que por mucho tiempo se creyó que la leyenda de Eldorado tenía su fuente en los ritos muiscas de la laguna de Guatavita, localizada a unos 40 kilómetros de la ciudad. Luego, en el marco del plan que tiene la empresa TransMilenio para buscar aliados comerciales, al nombre de la estación se le añadió el texto «Centro Comercial Nuestro Bogotá».

## Historia
Esta estación hace parte de la Fase III del sistema TransMilenio que empezó a construirse a finales de 2009 y, después de varias demoras relacionadas con casos de corrupción, inició operaciones el sábado 30 de junio de 2012.

## Servicios del portal

### Servicios troncales
| Tipo                                            | Rutas al Oriente | Rutas al Norte | Rutas al Sur |
| ----------------------------------------------- | ---------------- | -------------- | ------------ |
| Ruta fácil                                      | 1                |                |              |
| Expresos todos los días todo el día             |                  |                | G43 H54      |
| Expresos lunes a sábado todo el día             |                  | B16 B23        | L10          |
| Rutas que finalizan el recorrido en la estación |                  |                |              |
| Ruta fácil                                      | 1                | 1              | 1            |
| Expresos todos los días todo el día             | K43 K54          | K43 K54        | K43 K54      |
| Expresos lunes a sábado todo el día             | K10 K16 K23      | K10 K16 K23    | K10 K16 K23  |

### Servicios duales
Los servicios duales operan de dos maneras, el M86 que sale del Portal El Dorado o desde el Aeropuerto Eldorado, y el K86 desde la Calle 116 en la localidad de Usaquén o el K86 circular entre el Portal Eldorado y el Aeropuerto.
| Tipo                             | Rutas al Norte | Rutas al Occidente |
| -------------------------------- | -------------- | ------------------ |
| Dual lunes a domingo todo el día | M86            | K86                |

### Esquema
|                |                       |              |                          | Plataforma alimentadores | Plataforma alimentadores | Plataforma alimentadores | Plataforma alimentadores | Plataforma alimentadores |              | Túnel     | Llegada alimentadores |                        |
| 16-5           | 16-2                  | 16-6         | 16-1 16-3                | 16-4 16-14               |                          |                          |                          |                          |              | Túnel     | Llegada alimentadores |                        |
| ← Occidente    | ← Occidente           | ← Occidente  | ← Occidente              | ← Occidente              | ← Occidente              | ← Occidente              | ← Occidente              |                          |              | Túnel     |                       |                        |
|                |                       |              |                          |                          |                          |                          |                          |                          |              | Túnel     |                       |                        |
| ← Occidente    | ← Occidente           | ← Occidente  | ← Occidente              | ← Occidente              | ← Occidente              | ← Occidente              | ← Occidente              | ← Occidente              | ← Occidente  | Túnel     | ← Occidente           | ← Occidente            |
|                |                       |              |                          |                          |                          |                          |                          |                          |              | Túnel     |                       |                        |
| ← Occidente    | ← Occidente           | ← Occidente  | ← Occidente              | ← Occidente              | ← Occidente              | ← Occidente              | ← Occidente              | ← Occidente              | ← Occidente  | Túnel     | ← Occidente           | ← Occidente            |
|                |                       | B23K86       | Llegada troncales        | B16                      | Llegada troncales        | G43                      | Llegada troncales        |                          |              | Túnel     |                       | Avenida Ciudad de Cali |
|                | Plataforma 1          | Plataforma 1 | Plataforma 1             | Plataforma 1             | Plataforma 1             | Plataforma 1             | Plataforma 1             | Plataforma 1             | Plataforma 1 |           |                       | Puente                 |
| ← Ciclorruta → |                       |              |                          |                          |                          |                          |                          |                          |              |           |                       | Puente                 |
| Plataforma 2   |                       |              |                          |                          |                          |                          |                          |                          |              |           |                       | Puente                 |
|                |                       | Túnel        |                          | Llegada troncales        | H54                      | Llegada troncales        | L10                      | Llegada troncales        | 1M86         |           |                       | Avenida Ciudad de Cali |
| Oriente →      | Oriente →             | Túnel        | Oriente →                | Oriente →                | Oriente →                | Oriente →                | Oriente →                | Oriente →                | Oriente →    | Oriente → | Oriente →             | Oriente →              |
|                |                       | Túnel        |                          |                          |                          |                          |                          |                          |              |           |                       |                        |
| Oriente →      | Oriente →             | Túnel        | Oriente →                | Oriente →                | Oriente →                | Oriente →                | Oriente →                | Oriente →                | Oriente →    | Oriente → | Oriente →             | Oriente →              |
|                |                       | Túnel        |                          |                          |                          |                          |                          |                          |              |           |                       |                        |
| Oriente →      | Oriente →             | Túnel        | Oriente →                | Oriente →                | Oriente →                | Oriente →                | Oriente →                | Oriente →                | Oriente →    |           |                       |                        |
|                | Llegada alimentadores | Túnel        |                          | 16-10                    | 16-9                     | 16-8                     | 16-7                     | 16-12                    | K300 TC6     |           |                       |                        |
|                | Llegada alimentadores | Túnel        | Plataforma alimentadores |                          |                          |                          |                          |                          |              |           |                       |                        |

### Servicios alimentadores
A cada costado del portal se encuentran ubicadas las paradas de las rutas alimentadoras, que comenzaron a funcionar también el 30 de junio de 2012:
Plataforma Norte (Engativá)
- 16-1 circular al barrio Tierra Grata.
- 16-2 circular al sector de Engativá Centro.
- 16-3 circular al sector de Avenida Eldorado - Álamos.
- 16-4 circular al barrio El Muelle.
- 16-5 circular al barrio Villa Amalia.
- 16-6 circular al barrio La Faena.
- 16-14 circular al Aeropuerto Eldorado.

Plataforma Sur (Fontibón)
- 16-7 circular al barrio La Estancia.
- 16-8 circular al sector de la Zona Franca.
- 16-9 circular al sector de Fontibón Centro.
- 16-10 circular al barrio Villemar.

### Servicios complementarios
Asimismo funciona la siguiente ruta complementaria:
- 16-12 circular al barrio Belén[5]

### Servicios urbanos
Desde el 8 de agosto de 2016 ingresan al portal rutas circulares del SITP:
- K300 circular al barrio Puente Grande[5]
- TC6 circular al barrio San Pablo Jericó[5]

Así mismo funcionan las siguientes rutas urbanas del SITP en los costados externos a la estación, circulando por los carriles de tráfico mixto sobre la Avenida Eldorado, con posibilidad de trasbordo usando la tarjeta TuLlave:
| Código | Sector            | Dirección                         | Rutas                                                            |
| ------ | ----------------- | --------------------------------- | ---------------------------------------------------------------- |
| 074A06 | K Portal Eldorado | Av. Eldorado - Av. Ciudad de Cali | B309B905C147C315C321C323H317K502K903 12 577 P500                 |
| 037A05 | K Portal Eldorado | Av. Eldorado - Av. Ciudad de Cali | C315C321C323G147K309K315K317K321K323K502K903K905 12 577 927 P500 |

## Ubicación geográfica
| Noroeste: Engativá          | Norte: D Avenida Cali    | Nordeste: Engativá |
| Oeste: Aeropuerto El Dorado |                          | Este: K Modelia    |
| Suroeste: Fontibón          | Sur: F Biblioteca Tintal | Sureste: Fontibón  |